# 消防通訊中心
消防通訊中心（Fire Services Communications Centre, 簡稱 FSCC），於1979年12月首階段啟用，至1980年正式啟用，現時設於消防處總部二樓，為第三代的通訊中心，屬香港消防處總部總區調派及通訊組轄下，主要負責接收市民求助並調派合適資源前往現場，並接收市民關於防火及火警危機的投訴及查詢。

## 歷史
於1979年12月前，香港消防處接收緊急召喚及資源調派工作，由三個位於夏愨道消防局、尖沙咀消防局（六十年代於塘尾道九龍消防局）及消防訓練學校（1968年設立，之前由九龍指揮室負責新界區指揮）的消防指揮室和救護指揮室，再配合各消防局及救護站的電話通訊室負責。
1979年12月，位於尖沙咀消防局6樓的第一代消防通訊中心啟用，所有接收召喚及調派的工作，改由通訊中心集中處理。當時調派工作，依賴人手及記憶操作。處理每單召喚，平均需時100秒。
由於火警及救護召喚數字增加，第一代通訊中心的設備與其可擴充的能力有限，依靠人手操作模式亦令行動效率受限制，於八十年代中期，香港消防處進行第二代通訊中心的可行性研究。研究完成後公開招標，合約由Cable & Wireless投得。
第二代消防通訊中心設於消防處總部十樓及十一樓，於1990年首階段啟用，至1991年正式全面使用。調派過程及記錄處理均由電腦化調派系統協助，處理召喚時間亦大幅縮短至60秒左右。
由於緊急召喚數目增加，緊急服務性質越來越複雜，而且調派程序較十年前又相對繁複，第二代調派系統已日漸老化，加上數年後市場上便會沒有合適的零件可供更換，到2003年，第二代調派系統的使用年限便會屆滿。香港消防處需要一個更強大的調派系統。
在2001年3月香港消防處把總值四億四千五百萬元的合約，批給新加坡工程軟件有限公司。第三代消防通訊中心於2005年啟用，設於消防處總部一樓至三樓。全套系統由二十一個子系統所組成，讓消防處能更迅速地確認其緊急車輛的識別及即時位置，從而作出最適當的資源調派。藉著新建立的無線數碼網絡，第三代調派系統所提供的各樣自動化功能大幅改善文字及圖像的傳輸能力。

## 組織
消防通訊中心人員，分為A、B、C、D 四隊當值，每隊設兩名高級消防隊長（控制）/消防隊長（控制）級人員、9名消防總隊目（控制）及17名消防隊目（控制）。
每日運作均由一名助理消防區長（調派及通訊） 24小時當值作監督。兩名高級消防隊長（控制）/消防隊長（控制），分別擔任消防控制台主管及救護控制台主管。26名員佐級人員中，12名負責消防控制台，另外12名負責救護控制台。兩名消防隊目（控制）則負責處理防火查詢及火警危機投訴。
| 所屬職級                                | 中文名稱                                               | 英文名稱（縮寫）                                                      | 崗位                                                                       |
| --------------------------------------- | ------------------------------------------------------ | --------------------------------------------------------------------- | -------------------------------------------------------------------------- |
| 主任級                                  | 助理消防區長（調派及通訊）                             | Assistant Divisional Officer (Mobilizing and Communicatons) (ADO(MC)) | 當值主管（Watch Commander，WCom,FSCC）                                     |
| 主任級                                  | 高級消防隊長（控制）                                   | Senior Station Officer (Control) (SStnO(C))                           | 分隊主管（Watch Supervisor，WSup,FSCC），消防控制台主管（Fire Supervisor） |
| 主任級                                  | 消防隊長（控制）                                       | Station Officer (Control) (StnO(C))                                   | 救護控制台主管（Ambulance Supervisor）                                     |
| 員佐級                                  |                                                        |                                                                       |                                                                            |
| 消防總隊目（控制）/女消防總隊目（控制） | Principal Fireman/Firewoman (Control) (PFn(C)/PFwn(C)) | 首席控制台操作員（Leading Console Operator）                          |                                                                            |
| 消防隊目（控制）/女消防隊目（控制）     | Senior Fireman /Firewoman (Control) (SFn(C)/SFwn(C))   | 控制台操作員（Console Operator）                                      |                                                                            |

## 員工組職
調派級通訊組的職系工會是消防控制組職員會，會員佔有率逾七成。現任主席為陳健麟。
陳健麟先生亦出任紀律部隊評議會職方委員，及政府紀律部隊人員總工會秘書長。
陳健麟先生是北京抗日70周年閱兵香港代表團成員。
陳健麟先生是2021選舉委員會選舉的勞工界別候選人之一，得票為29票。

## 外部連結
- 紀律部隊代表獲邀閱兵 （页面存档备份，存于）
- 消防廢柴 繁忙時間 調派系統又死機 （页面存档备份，存于）
- 通訊中心烏龍玩殘消防 （页面存档备份，存于）
- 香港消防控制組職員會 （页面存档备份，存于）
- 香港消防控制組職員會 Android App （页面存档备份，存于）
- 香港消防控制組職員會 iOS App （页面存档备份，存于）

1. ↑   （页面存档备份，存于） 紀律部隊代表獲邀閱兵
2. ↑   （页面存档备份，存于）選委會選舉2021 - 勞工界別